# Cát Bà
Cát Bà (vijetnamski: Đảo Cát Bà, što znači „Otok žena”) je najveći otok, površine 354 km², istoimenog otočja od 367 otoka i hridi (262,41 km²) u zaljevu Lan Ha (ma sjeveru Tonkinškog zaljeva), u vijetnamskoj posebnoj općini Cát Hải, i upravno pripada gradu Hải Phòng. Dio je rezervata biosfere koji je UNESCO osnovao 1994. godine, a od 1986. godine dom je Nacionalnog parka Cat Ba. Cát Bà je važan za očuvanje bioraznolikosti jer posjeduje mnoge endemske, rijetke i ugrožene vrste, ekonomski važne vrste, rijetka staništa i obrtnički ribolov.
God 2023., otočje Cát Bà je upisano na UNESCO-ov popis mjesta svjetske baštine u Aziji i Oceaniji kao proširenje svjetske baštine zaljeva Ha Long jer je „nedirnuto ljudskom rukom, iznimne ljepote i velike biološke važnosti”, čime je ukupno zaštićeno 1.133 otoka i hridi, slikovite i nedirnute prirode.

## Zemljopis
Otok se nalazi otprilike 20 km istočno od grada Hải Phòng.
Poput više od 2000 drugih otoka u regiji, otok Cát Bà površine 354 km² dio je vapnenačke visoravni koja postupno tone sve dublje u more. 
Najviši vrh mu je Ngu Lam (322 m) na planini Cao Vọng. 
Najveći grad na otoku, Cát Bà, nalazi se na jugozapadu otoka i dom je otprilike 13.000 stanovnika (93 stan./km²).

## Povijest
Paleontološki nalazi iz pleistocena, pronađeni u četiri špilje na otoku, pokazuju da je Cat Ba nekoć bio povezan s kontinentom. Među njima je špilja Hoa u blizini grada Gia Luan, koja sadrži nekoliko fosila životinjskih vrsta kao što su: jelen sambar (Cervus unicolor), nosorog, dikobraz i orangutan. 
Cát Bà ima 42 arheološka nalazišta u raznim špiljama razasutima po otoku i obično su dostupna turistima. Arheološki nalazi pokazuju da je Cat Ba naseljen prije najmanje 6000 godina. U osam špilja otkriveni su arheološko-kulturni tragovi kamenih krovova, ostaci keramike i keramičkih fragmenata, koji ukazuju na kasniju fazu „kulture Bac Son”. Grobna mjesta pronađena su u špiljama na Cat Ba, u špilji Khau Quy u blizini Thien Langa i u špilji Ang Giua u blizini grada Viet Haija. Nalazi kostiju karakteristični su za australsko-melanezijsko stanovništvo. Narod Cai Beo, koji se smatraju možda prvom populacijskom skupinom koja je naselila sjeveroistočne teritorijalne vode Vijetnama, mogao bi biti posrednička veza između populacijskih slojeva na kraju neolitika, prije nekih 4000 godina.
Među kulturnim artefaktima i spomenicima na Cát Bàu su hramovi i drevne citadele dinastije Mac. Legenda kaže da su prije mnogo stoljeća tri žene iz dinastije Tran  (1225.-1400.) ubijene, a njihova tijela doplutala su sve do otoka Cat Ba. Svako tijelo je isplivalo na drugu plažu, a sva tri su pronašli lokalni ribari. Stanovnici Cat Baa izgradili su hram za svaku ženu, a otok je ubrzo postao poznat kao Cat Ba (povijesno Cac Ba, što znači „Ženski otok”, od Cac=„sve” i Ba=„žene”).
U novijoj povijesti, otok Cat Ba bio je naseljen uglavnom vijetnamsko-kineskim ribarima, a uvelike su na njega utjecali i francuski i američki ratovi. Otok je bio strateška osmatračnica, a bombardiranja tijekom ratova često su prisiljavala lokalno stanovništvo da se skriva među brojnim špiljama na otoku. Danas su najbolji podsjetnici na dva rata pretvoreni u turističke atrakcije. „Špilja Hospital”, koja je bila tajna bolnica otporna na bombe tijekom Američkog rata i sigurno sklonište za vođe Vijetkonga. Ovo trokatno inženjersko djelo korišteno je do 1975. godine, nalazi se samo 10 km sjeverno od grada Cat Ba. Druga atrakcija, novoizgrađena utvrda Cannon Fort, nalazi se na vrhu visokom 177 metara, nudeći posjetiteljima priliku da vide stare bunkere i stanice za slijetanje helikoptera, kao i pogled na otok Cat Ba, njegovu obalu i vapnenački krš u zaljevu Lan Ha.
Godine 1979. izbio je Kinesko-vijetnamski rat kao odgovor na vijetnamsku invaziju na Kambodžu kojom je okončana vladavina Crvenih Kmera. Odnosi između Kine i Vijetnama su se urušili, što je dovelo do toga da je vijetnamska vlada iselila oko 30.000 ribara i većinu ostatka kineske zajednice iz šireg područja zaljeva Ha Long.
Prije nego što je nacionalni park osnovan 1986. godine, Cat Ba je bio šumarska koncesija. Razvoj infrastrukture na otoku Cat Ba 1990-ih (izgradnja većih cesta, brane za izgradnju luka i zaštitu grada Cat Ba od poplava, dovođenje električne energije 1997. godine) uvelike je poboljšao dostupnost otoka. Ti razvoji doveli su do uvođenja dnevnih velikih trajekata i teglenica, sposobnih za prijevoz kamiona i automobila s kopna, što je dovelo do brzog porasta turizma i razvoja grada Cat Ba. Od 2001. godine, zaustavljanje na otoku Cat Ba uključeno je u itinerar mnogih krstarenja zaljevom Ha Long, a niz visokih, uskih, peterokatnih jeftinih hotela niže se uz obalu. Otok Cat Ba godišnje prima preko 350.000 posjetitelja. Festivali poput natjecanja u kanuiranju, raznih regata, ceremonije boga mora i festivala ribarstva postali su turističke atrakcije.
Međunarodni projekti surađuju s vijetnamskom vladom kako bi se smanjio utjecaj brzo rastućeg turizma na jedinstvenu ekologiju Cat Ba. Međutim, organizacije poput Australske zaklade za narode Azije i Pacifika (AFAP) kritiziraju nedovoljne mjere koje su do sada poduzete.

## Prirodoslovne odlike
Evolucija ovog krajolika i stvaranje njegovih geomorfoloških tvorevina je trajalo punih 20 miljuna godina zbog djelovanja tropske vlažne klime. Geomorfološke tvorevine uključuju skupine kupastih vrhova (fengcong) i izolirane “tornjeve” (fenglin) koje su oblikovane djelovanjem mora. Manji otoci su fenglin tornjevi koji imaju oštre litice visoke od 50 do 100 m, i još uvijek se mijenjaju otkidanjem kamenja i vapnenačkih ploča. Pored toga, tu se nalaze i najrazvijenije "usječene litice" na cijeloj stjenovitoj obali, tj. erozijom nastali podrezi u visini morske površine koji daju jedinstven izgled cijelom krajoliku. Osobita su i brojna jezera na većim vapnenačkim otocima, te brojne špilje od kojih se razlikuju tri vrste: podzemne ispod površine mora, krški otvori na površini mora i pomorski usjeci nastali djelovanjem valova na visini mora.
Godine 1986., 98 km² (otprilike jedna trećina ukupne kopnene mase otoka) pripojeno je Nacionalnom parku Cát Bà, prvom proglašenom zaštićenom području u Vijetnamu koje je uključivalo morsku komponentu. Godine 2006., park je proširen na 109 km² i dodatnih 52 km² priobalnih voda i plimnih zona prekrivenih mangrovama.
Ovaj jedinsven krajolik ima i značajnu bioraznolikost tropskih zimzelenih, te oceanskih i priobalnih ekosustava koji uključuju 14 endemskih biljnih vrsta i 60 endemskih životinjskih vrsta.
U nacionalnom parku Cát Bà je zabilježeno 1561 vrsta flore iz 186 porodica, uključujući 406 vrsta drvenastih biljaka, 661 ljekovitih biljaka i 196 jestivih biljaka. Fauna na otoku sastoji se od 279 vrsta, uključujući 53 vrste sisavaca iz 18 porodica te 23 ugrožene i kritično ugrožene vrste. Postoji 160 vrsta ptica, 66 vrsta gmazova i vodozemaca te 274 vrste kukaca iz 79 različitih porodica. U vodi se nalazi 900 morskih riba, 178 vrsta koralja, 7 vrsta morskih zmija, 4 vrste morskih kornjača i 21 vrsta morskih algi diljem arhipelaga.
Cat Ba langur ili zlatoglavi langur (Trachypithecus poliocephalus), endem je otoka Cat Ba i jedan je od najugroženijih primata na svijetu. Brojnost populacije langura, koja se nekada kretala između 2400 i 2700, smanjila se na samo 53 langura 2000. godine zbog krivolova za tradicionalnu medicinu i fragmentacije staništa uzrokovane ljudskim razvojem. Ostali sisavci u parku uključuju cibetke i crna velika vjeverica (Ratufa bicolor).
- Pogled na grad Cát Bà
- Plaža Cat Co iz zraka
- Plutajuće ribarsko selo Cai Beo na jugoistočnoj obali otoka
- Krške hridi Cat Ba
- Cat Ba langur u nacionalnom parku Cat Ba

## Vanjske poveznice
|  | Zajednički poslužitelj ima još gradiva o temi Cát Bà |

- Službene stranice
- UNESCO Rezervat biosfere: Cat Ba